# جيزيل نصر
جيزيل نصر (1939  -)، ممثلة لبنانية. اشتهرت كثيرًا في مجال دبلجة الرسوم المتحركة، كما قامت بدبلجة أصوات الممثلات الاجنبيات بالأفلام العربية سواء تركيات أو أمريكيات. قبل مرحلة التمثيل ملكة جمال لبنان لعام 1960 ثم مذيعة في تلفزيون لبنان ثم دخلت الأداء الصوتي والتمثيل.

## أعمالها

### التلفزيون
- أسير المحراب (1969)
- سر الغريب (1967)
- القناع الأبيض (1974)
- المعلمة والأستاذ (1980)
- رصيف البارزيانا (1985)
- البخلاء (1986)
- سكرتيرة بابا (1997)

### رسوم متحركة
- مغامرات زينة ونحول (نحول وملكة النحل)
- مغامرات سندباد (ياسمينة)
- جزيرة الكنز (والدة جيم(الصوت الثاني)
- ساندي بل (ريكي وشخصيات أخرى)
- النسر الذهبي (والدة بيبيرو وشخصيات أخرى)
- الليث الأبيض (ليا وشخصيات أخرى)
- ريمي الفتى الشريد (السيدة باربارين وشخصيات أخرى)
- هاني وعاصم (السيدة فضيلة وشخصيات أخرى)

### السينما
- معبد الحب (1960)
- غرام في اسطنبول (1966)...نازك

## روابط خارجية
- جيزيل نصر على موقع قاعدة بيانات الأفلام العربية
- جيزيل نصر على موقع قاعدة بيانات الأفلام العربية
- جيزيل نصر على موقع ديسكوغز (الإنجليزية)